# Bauerrecht von Edewecht
Das Bauerrecht von Edewecht ist einer von über 80 überlieferten Bauerbriefen aus der Grafschaft Oldenburg.
In dem Bauerndorf Edewecht bildeten seit dem frühen Mittelalter 12 Vollbauern („Hausleute“) die bis in das frühe 20. Jahrhundert gesellschaftlich bestimmende „Bauerschaft“, die das Gemeinwesen auf Grundlage des „Edewechter Bauerbriefs“ genossenschaftlich selbstverwaltete. In ihm wurden vorwiegend die wirtschaftlich-sozialen Fragen der Dorfgemeinschaft geregelt. Die Autonomie von Bauerschaft und Bauerbrief wurde von der oldenburgischen Landesherrschaft geduldet, soweit sie im Einklang mit deren Rechtsvorgaben standen.
Die 16 Paragraphen des lokalen Bauernrechts wurden von dem 1626 bis 1677 tätigen Pastoren Gerhard Greverus im Patrimonialbuch der Edewechter Kirche niedergeschrieben. Dabei wird in Vorbemerkungen darauf hingewiesen, dass die einzelnen Paragraphen aus älterer Zeit stammen. Die Nennung von „Aposteltagen“ lässt eine vorreformatorische (in Edewecht: 1523) Entstehung vermuten.
Die häufig genannte Geldstrafe von 12 oder 24 g (= Grote Brüche = Groschen) wurde häufig durch Pfändung des Zinngeschirrs eingetrieben, das dann in einer Wirtschaft beim „Bauerbier“ versteigert wurde. Beim Versuch, diese wertvollen Haushaltsgegenstände zurückzuerwerben, kam es durch Preistreibereien häufig zu Streitereien und Handgreiflichkeiten. Daher versuchte man, u. a. durch Verhaltensmaßregeln für das „Bauerbier“ (s. §15), den Frieden in der Dorfgemeinschaft zu wahren. 
Ähnlich ist §16 zu sehen. Da es in Edewecht durch Zuzug minderberechtigter Kleinbauern (Köter, Heuerleute) in späteren Zeiten zu Spannungen mit der etablierten Führungsschicht alteingesessener Vollbauern (Hausleute) kam, ist der letzte Paragraph §16 vermutlich nachträglich angefügt worden, um die innerdörflich auftretenden sozialen Spannungen zu klären. 

## Die Paragraphen des Edewechter Bauerbriefs
- §1 Kirchgang, Verbot der Sonntagsarbeit
- §2 Wegenutzung
- §3 Zustand von Wällen und Einfriedungen
- §4 Fernhalten des Viehs von Ackerflächen
- §5 Einhaltung und Pflege von Grundstücksgrenzen
- §6 Beweidung der Äcker nach der Ernte
- §7 Viehhut während der Erntezeit
- §8 Unerwünschte Bettelei
- §9 Maßnahmen gegen unruhiges Vieh
- §10 Fütterung oder Weidegang von fremden Vieh
- §11 Verbot der Haltung von Schafen und Gänsen
- §12 Plaggenstechen
- §13 Mitarbeit bei Strassen- und Gewässerunterhaltung
- §14 Erscheinen zu Versammlungen
- §15 Verhalten beim Bauerbier
- §16 Heuer- und Spiekerleute (vermutlich nachträglich hinzugefügt)